# Persisk leopard
Persisk leopard (Panthera pardus saxicolor) är en underart av leopard. Den lever i Asiens bergstrakter. Persisk leopard lever i klippig terräng. Utbredningen sprider sig från östra Turkiet, Iran, Irakiska Kurdistan, Ryssland (Kaukasus), Pakistan och södra Turkmenistan till västra Afghanistan. Avgränsningen till andra underarter är inte helt klarlagd. Den persiska leoparden är en av de största av nio underarter.
Året 2016 utfördes en ny bedömning av leopardens bevarandestatus men de ingående underarterna fick ingen ny värdering. Den gamla bedömningen för persisk leopard passar inte ihop med den nya bedömningen för arten och därför klassificeras underarten av IUCN som inte bedömt (NE).

## Persiska leoparder i Sverige
I Sverige finns persiska leoparder i Orsa Rovdjurspark och Nordens Ark,